# عبدالمالک مرابت
عبدالمالک مرابت (به انگلیسی: Abdelmalek Merabet؛ زادهٔ ۷ دسامبر ۲۰۰۰) یک کشتی‌گیر فرنگی‌کار اهل الجزایر است. وی سابقه حضور در المپیک ۲۰۲۰ توکیو را دارد.